# Tournoi de Toulon 2010
 (avril 2025).
Navigation
Édition suivante
Le Tournoi de Toulon 2010 est la 38e édition du Tournoi de Toulon qui a lieu à Toulon, en France du 18 au 27 mai 2010.

## Préparation de l'évènement

### Villes et stades
| Ville            | Stade           | Capacité | Matches joués |
| Aubagne          | Stade De Lattre | 1 500    | 2             |
| Hyères           | Stade Perruc    | 1 410    | 2             |
| Le Lavandou      | Le Grand Stade  | 2 400    | 2             |
| La Seyne-sur-Mer | Stade Scaglia   | 3 000    | 2             |
| Nice             | Stade du Ray    | 18 696   | 2             |
| Toulon           | Stade Mayol     | 17 000   | 6             |

## Acteurs du Tournoi

### Équipes qualifiées
Huit équipes participent à la compétition. La France est qualifiée d'office en tant que pays organisateur. Les 7 autres équipes présentes au Tournoi de Toulon 2010 se qualifient en passant par une phase qualificative préliminaire. L'équipe championne l'an dernier est qualifiée d'office pour la phase finale.
Les 8 sélections présentes au Tournoi de Toulon 2010, sont les suivantes :
- Danemark
- France
- Russie
- Chili
- Colombie
- Côte d'Ivoire
- Japon
- Qatar

## Déroulement de la phase finale

### Premier tour

#### Groupe A

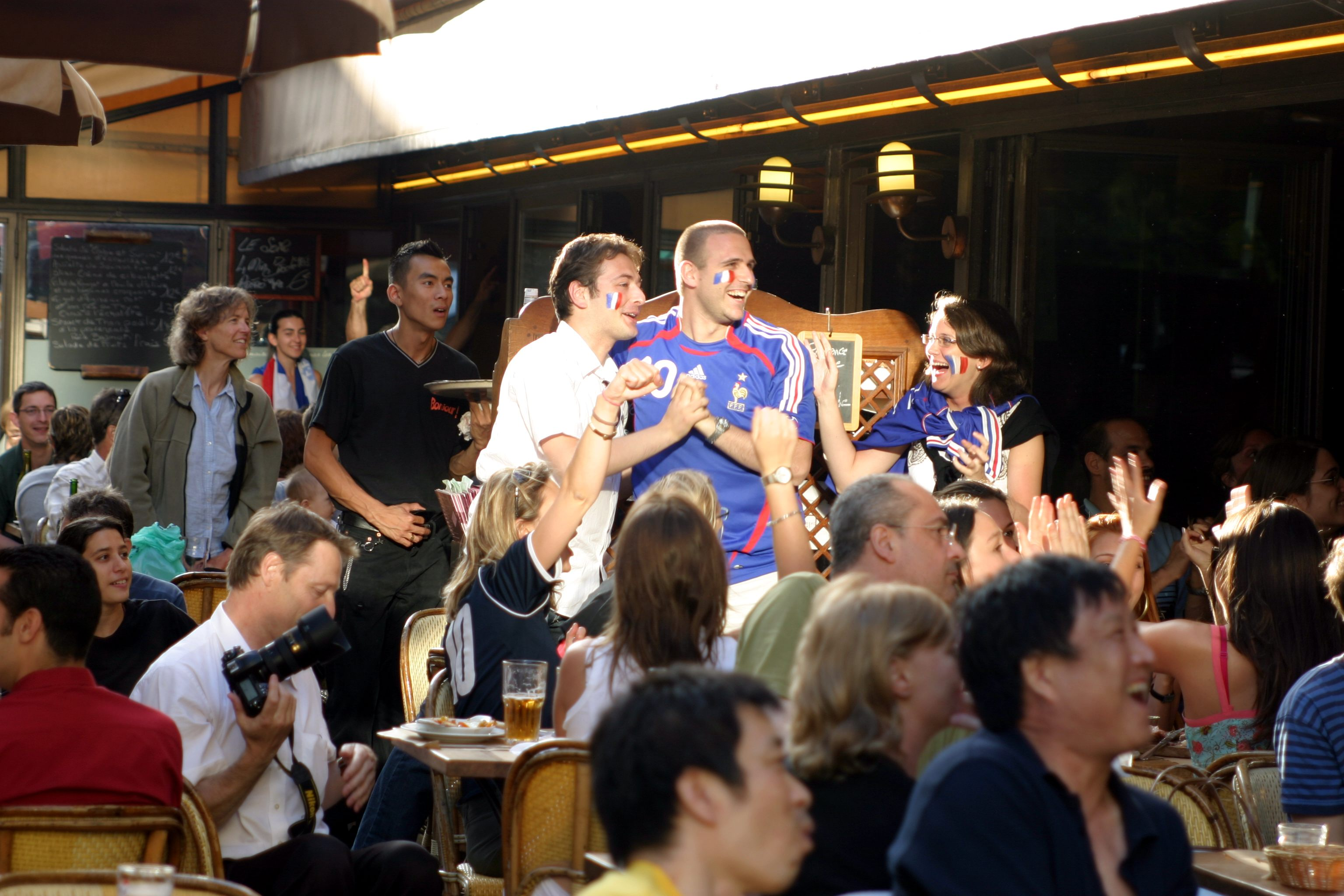
Supporters de l'équipe de France

| Rang | Équipe        | Pts | J | G | N | P | Bp | Bc | Diff |
| ---- | ------------- | --- | - | - | - | - | -- | -- | ---- |
| 1    | France        | 9   | 3 | 3 | 0 | 0 | 8  | 2  | +6   |
| 2    | Côte d'Ivoire | 6   | 3 | 2 | 0 | 1 | 6  | 2  | +4   |
| 3    | Colombie      | 3   | 3 | 1 | 0 | 2 | 3  | 4  | -1   |
| 4    | Japon         | 0   | 3 | 0 | 0 | 3 | 1  | 10 | -9   |

| Match | Date        | Équipe 1      | Résultat | Équipe 2      |
| ----- | ----------- | ------------- | -------- | ------------- |
| 1     | 18 mai 2010 | Côte d'Ivoire | 3-0      | Japon         |
| 2     | 18 mai 2010 | France        | 2-0      | Colombie      |
| 5     | 20 mai 2010 | Colombie      | 0-2      | Côte d'Ivoire |
| 6     | 20 mai 2010 | France        | 4-1      | Japon         |
| 9     | 22 mai 2010 | Japon         | 0-3      | Colombie      |
| 10    | 22 mai 2010 | Côte d'Ivoire | 1-2      | France        |

#### Groupe B
| Rang | Équipe   | Pts | J | G | N | P | Bp | Bc | Diff |
| ---- | -------- | --- | - | - | - | - | -- | -- | ---- |
| 1    | Chili    | 7   | 3 | 2 | 1 | 0 | 10 | 3  | +7   |
| 2    | Danemark | 7   | 3 | 2 | 1 | 0 | 7  | 3  | +4   |
| 3    | Qatar    | 1   | 3 | 0 | 1 | 2 | 5  | 9  | -4   |
| 4    | Russie   | 1   | 3 | 0 | 1 | 2 | 3  | 10 | -7   |

| Match | Date        | Équipe 1 | Résultat | Équipe 2 |
| ----- | ----------- | -------- | -------- | -------- |
| 3     | 19 mai 2010 | Chili    | 4-2      | Qatar    |
| 4     | 19 mai 2010 | Danemark | 3-1      | Russie   |
| 7     | 21 mai 2010 | Danemark | 3-1      | Qatar    |
| 8     | 21 mai 2010 | Chili    | 5-0      | Russie   |
| 11    | 23 mai 2010 | Danemark | 1-1      | Chili    |
| 12    | 23 mai 2010 | Qatar    | 2-2      | Russie   |

### Tableau final
Dans le tableau suivant, une victoire après prolongation est indiquée par (a.p.) et une séance de tirs au but par (t.a.b.).
|  | Demi-finales          | Demi-finales        |                        |   | Finale              | Finale              |
|  | Demi-finales          | Demi-finales        |                        |   | Finale              | Finale              |
|  |                       |                     |                        |   |                     |                     |
|  | 25 mai 21h - Toulon   | 25 mai 21h - Toulon |                        |   | 27 mai 21h - Toulon | 27 mai 21h - Toulon |
|  | 25 mai 21h - Toulon   | 25 mai 21h - Toulon |                        |   | 27 mai 21h - Toulon | 27 mai 21h - Toulon |
|  | France                | 2                   |                        |   | 27 mai 21h - Toulon | 27 mai 21h - Toulon |
|  | France                | 2                   |                        |   | 27 mai 21h - Toulon | 27 mai 21h - Toulon |
|  | Danemark              | 3                   |                        |   | 27 mai 21h - Toulon | 27 mai 21h - Toulon |
|  | Danemark              | 3                   | Danemark               | 2 |                     |                     |
|  | 25 mai 18h30 - Toulon |                     | Danemark               | 2 |                     |                     |
|  |                       | Côte d'Ivoire       | 3                      |   |                     |                     |
|  | Chili                 | Côte d'Ivoire       | 3                      | 0 |                     |                     |
|  | Chili                 |                     |                        | 0 |                     |                     |
|  | Côte d'Ivoire         | 2                   |                        |   |                     |                     |
|  | Côte d'Ivoire         | 2                   | Match pour la 3e place |   |                     |                     |
|  |                       |                     |                        |   |                     |                     |
|  | 27 mai 18h30 - Toulon |                     |                        |   |                     |                     |
|  |                       |                     |                        |   |                     |                     |
|  | France                | 2                   |                        |   |                     |                     |
|  | France                | 2                   |                        |   |                     |                     |
|  | Chili                 | 1                   |                        |   |                     |                     |
|  | Chili                 | 1                   |                        |   |                     |                     |

#### Demi-finales
| 25 mai 2010 | France                    | 2 - 3 | Danemark                               | Stade Mayol, Toulon      |                          |
| 18:30       | Butin 28e · Kitambala 68e |       | Koné 24e (csc) · Bille Nielsen 47e 70e | Arbitrage : Abdel Ismail | Arbitrage : Abdel Ismail |
| 18:30       | (Rapport)                 |       |                                        | Arbitrage : Abdel Ismail | Arbitrage : Abdel Ismail |

| 25 mai 2010 | Chili     | 0 - 2 | Côte d'Ivoire           | Stade Mayol, Toulon         |                             |
| 21:00       |           |       | Sagbo 65e · Deblé 90+3e | Arbitrage : Maxim Layushkin | Arbitrage : Maxim Layushkin |
| 21:00       | (Rapport) |       |                         | Arbitrage : Maxim Layushkin | Arbitrage : Maxim Layushkin |

#### Match pour la troisième place
| 27 mai 2010 | France            | 2 - 1 | Chili     | Stade Mayol, Toulon                 |                                     |
| 18:30       | Kitambala 12e 80e |       | Muñoz 53e | Arbitrage : Khamis Al-Marri (Qatar) | Arbitrage : Khamis Al-Marri (Qatar) |
| 18:30       | (Rapport)         |       |           | Arbitrage : Khamis Al-Marri (Qatar) | Arbitrage : Khamis Al-Marri (Qatar) |

#### Finale
| 27 mai 2010 | Danemark                    | 2 - 3 | Côte d'Ivoire                       | Stade Mayol, Toulon                    |                                        |
| 21:00       | Nielsen 46e · Mortensen 80e |       | Ouedraogo 19e · Gohou 39e · Sio 74e | Arbitrage : Jorge Osorio Reyes (Chili) | Arbitrage : Jorge Osorio Reyes (Chili) |
| 21:00       | (Rapport)                   |       |                                     | Arbitrage : Jorge Osorio Reyes (Chili) | Arbitrage : Jorge Osorio Reyes (Chili) |

## Récompenses
- Meilleur Buteur : Nicki Bille Nielsen
- Meilleur Joueur : Serges Deblé
- Meilleur Gardien : Mikkel Andersen